# Eiga Pretty Cure All Stars DX 3 - Mirai ni todoke! Sekai wo tsunagu Niji-iro no hana
Eiga Pretty Cure All Stars DX 3 - Mirai ni todoke! Sekai wo tsunagu ☆ Niji-iro no hana (映画 プリキュアオールスターズＤＸ３ 未来にとどけ！世界をつなぐ☆虹色の花?, Eiga Purikyua Ōru Sutāzu DX 3 Mirai ni todoke! Sekai wo tsunagu ☆ Niji-iro no hana, Eiga Precure All Stars DX 3 Mirai ni todoke! Sekai wo tsunagu ☆ Niji-iro no hana, lett. "Pretty Cure All Stars DX - Il film 3: Raggiungi il futuro! Il fiore color arcobaleno ☆ che connette i mondi") è un film del 2011 diretto da Takashi Ōtsuka.
È il decimo film d'animazione tratto dal franchise Pretty Cure di Izumi Tōdō. Il film vede per personaggi principali tutte le Pretty Cure fino all'ottava serie (escluse Cure Beat e Cure Muse), per un totale di ventuno protagoniste femminili.

## Trama
Mentre le Pretty Cure sono riunite a una sfilata di moda in un centro commerciale, tutti i mondi improvvisamente si sovrappongono alla Terra. Una potenza maligna, Black Hole, cerca infatti di manomettere il Prism Flower, che collega il mondo degli esseri umani con gli altri, e minaccia di risucchiare la Terra, facendo risorgere nemici affrontati nel passato. Shadow combatte contro le mascotte delle Pretty Cure e le Leggendarie Guerriere stesse si ritrovano divise in tre gruppi: un "gruppo rosa" (composto da Cure Black, Cure Bloom, Cure Dream, Cure Peach, Cure Blossom e Cure Melody) che deve affrontare Sirloin e Mushiban, un "gruppo blu" (composto da Cure White, Cure Egret, Cure Mint, Cure Aqua, Cure Berry, Cure Marine e Cure Rhythm) che deve affrontare Freezen, Frozen e la Strega, e un "gruppo giallo" (composto da Shiny Luminous, Cure Rouge, Cure Lemonade, Milky Rose, Cure Pine, Cure Passion, Cure Sunshine e Cure Moonlight) che deve affrontare Toymajin e il Barone Salamandra. Una volta battuti e riunitesi, però, tutte le guerriere vengono sopraffatte dall'oscurità e perdono i loro poteri: per poter sconfiggere il nemico, e avere così la possibilità di trasformarsi un'ultima volta, bisognerebbe sacrificare il Prism Flower che garantisce il collegamento coi mondi delle fatine. A malincuore le Pretty Cure, sostenute anche dal potere della Prism Star Miracle Light che dona loro la forma Super, annientano Black Hole e dicono addio ai loro partner. Fortunatamente, un nuovo piccolo seme del Prism Flower sboccia e le fatine possono tornare dalle Pretty Cure.

## Personaggi esclusivi del film
Black Hole (ブラックホール?, Burakku Hōru)
Fusione di tutti i capi delle organizzazioni malvagie affrontate fino a quel momento dalle Pretty Cure nel corso delle diverse serie (ossia Re Jaaku, Goyan, Desparaia, il Direttore, Moebius e Dune), è un enorme buco nero e la mente dietro agli attacchi subiti dalle Pretty Cure nella serie di film DX. Il suo obiettivo è assorbire il potere del Prism Flower e inghiottire l'universo, eliminando la luce e la speranza per creare un mondo di buio infinito. Viene sconfitto dalle Super Pretty Cure.

## Oggetti magici
Prism Star Miracle Light (プリズムスターミラクルライト?, Purizumu Sutā Mirakuru Raito)
È una piccola torcia con l'estremità di cristallo a forma di stella che proietta un fascio di luce. Trasforma il coraggio in un nuovo potere per le Pretty Cure, consentendo loro di trasformarsi in Super Pretty Cure.
In Giappone, quando è uscito il film, le Prism Star Miracle Light sono state realmente distribuite al pubblico nelle sale per incitare le Pretty Cure durante la visione.
Prism Flower (プリズムフラワー?, Purizumu Furawā)
È la fonte di ogni luce e fulcro dei collegamenti dimensionali.

## Trasformazioni e attacchi
- Presentazione: è la frase di presentazione di gruppo delle Pretty Cure una volta conclusasi la trasformazione.

- Collaboration Punch (コラボレーション・パンチ?, Koraborēshon Panchi): è l'attacco combinato di Cure Black, Cure Bloom, Cure Dream, Cure Peach, Cure Blossom e Cure Melody. Le Pretty Cure, dopo aver saltato in aria, colpiscono il nemico con un pugno.

- Trasformazione (Super (スーパー?, Sūpā)): tutte le Pretty Cure si trasformano in Super Pretty Cure grazie al Prism Flower e alla Prism Star Miracle Light. Sulla schiena delle guerriere c'è un paio di ali.

## Colonna sonora
In seguito al terremoto e maremoto del Tōhoku, l'uscita della colonna sonora del film, inizialmente prevista per il 23 marzo, è stata ritardata al 6 aprile 2011.
| Nº | Titolo CD | Numero tracce | Data uscita   |
| -- | --- | ------------- | ------------- |
| 1  | Kirakira kawaii! Precure daishūgō♪ ~Inochi no hana~ / Arigatou ga ippai (キラキラｋａｗａｉｉ！プリキュア大集合♪ ～いのちの花～／ありがとうがいっぱい?)                                                          | 5             | 6 aprile 2011 |
| 2  | Eiga Precure All Stars DX 3 - Mirai ni todoke! Sekai wo tsunagu ☆ Niji-iro no hana - Original Soundtrack (映画 プリキュアオールスターズＤＸ３ 未来にとどけ！世界をつなぐ☆虹色の花 オリジナル・サウンドトラック?) | 38            | 6 aprile 2011 |
| 3  | Precure eiga shudaika Collection 2 (プリキュア映画主題歌コレクション２?) | 20            | 11 marzo 2015 |

### Sigle
Le sigle originali di apertura e di chiusura sono composte da Yasuo Kosugi con i testi di Kumiko Aoki.
Sigla di apertura
- Kirakira kawaii! Precure daishūgō♪ ~Inochi no hana~ (キラキラｋａｗａｉｉ！プリキュア大集合♪ ～いのちの花～?), cantata da Mayu Kudō con Mayumi Gojō e Yuka Uchiyae (coro)

Sigla di chiusura
- Arigatou ga ippai (ありがとうがいっぱい?), cantata da Cure Rainbow (Mayumi Gojō, Yuka Uchiyae, Mayu Kudō, Kanako Miyamoto, Mizuki Moie, Momoko Hayashi, Aya Ikeda) con Precure All Stars 21 e Young Fresh (coro)

## Distribuzione
Il film è stato proiettato per la prima volta nelle sale cinematografiche giapponesi il 19 marzo 2011. A causa del terremoto e maremoto del Tōhoku dell'11 marzo precedente, alcune scene del lungometraggio sono state modificate perché riportavano alla memoria il disastro. Il DVD e il Blu-ray sono usciti il 20 luglio 2011.
È stato trasmesso a Taiwan il 15 settembre 2013 con il titolo Guāng zhīměi shàonǚ All Stars DX3: chuándá dào wèilái! Liánjié shìjiè ☆ cǎihóng zhī huā! (光之美少女 Ａｌｌ Ｓｔａｒｓ ＤＸ３ 傳達到未來！連結世界☆彩虹之花！S, lett. "Le Ragazze della Luce All Stars DX 3 - Raggiungi il futuro! I mondi connessi ☆ dal fiore dell'arcobaleno!").

## Accoglienza
L'incasso totale è di 1.02 miliardi di yen circa. Il film si è classificato al quarantanovesimo posto nella classifica dei 100 film più visti in Giappone nel 2011.

## Altri adattamenti
Un adattamento in cartaceo del film è stato pubblicato da Kōdansha il 15 marzo 2011 con ISBN 978-4-06-344502-2. Inoltre è stato tratto un anime comic pubblicato da Ichijinsha il 27 giugno 2011 con ISBN 978-4758012232.
Come pubblicazione correlata, il 2 marzo 2011 è uscito il mook Precure Pia (プリキュアぴあ?, Purikyua Pia) con ISBN 978-4-8356-2001-5, contenente illustrazioni disegnate da Toshie Kawamura, l'introduzione alla storia e ai personaggi, i commenti dei doppiatori e le caricature dei rispettivi personaggi da loro realizzate, le interviste al regista Takashi Otsuka e allo staff, la storia del franchise di Pretty Cure e due poster.
Il 18 marzo 2011 la casa editrice Kadokawa Tsubasa Bunko ha pubblicato un romanzo scritto da Isao Murayama con ISBN 978-4-04-631156-6, basato sul lungometraggio.